# Денверський університет
Денверський університет (англ. University of Denver) — приватний дослідницький університет у м. Денвер, Колорадо, США. Афілійований з Об'єднаною методистською церквою. Заснований у 1864 році колишнім губернатором Колорадо Джоном Евансом. Є найстарішим приватним університетом у регіоні Скелястих гір . В університеті навчається понад 11 000 студентів. Кампус розташований за 11 км на південь від центру Денвера.

## Історія
Університет був заснований 3 березня 1864 року як Колорадська семінарія Джоном Евансом , колишнім губернатором Території Колорадо, який був призначений президентом Авраамом Лінкольном.
Еванс заснував школу для розвитку освіти у новоствореному (1858) місті Денвер.
«Колорадська семінарія» була заснована як методистська установа, якою і була в перші роки свого існування. До 1880 року семінарію було перейменовано на Університет Денвера.
16 серпня 2012 року Денверський університет офіційно презентував свій новий бренд. Новий бренд покликаний відобразити довгу історію університету, який виховував творчих та незалежних мислителів.

3 жовтня 2012 року в університеті відбулися перші президентські дебати 2012 року .

## Структура

### Коледжі
- Коледж бізнесу[en]
- Коледж права[en]
- Жіночий коледж Денверського університету[en][20]
- Університетський коледж Денверського унтверситету[en][21]
- Коледж педагогіки[en]

### Школи
- Вища школа професійної психології
- Вища школа соціальної роботи[en]
- Школа міжнародних досліджень Джозефа Корбела[en] (засновник — Йозеф Корбел, колишній чеський дипломат і батько дипломатки Мадлен Олбрайт)
- Школа музики[en]
- Школа інженерії та комп'ютерних наук Даніеля Фелікса Річі
- Департамент ЗМІ, кіно та журналістських досліджень

### Інститути та центри
- Центр досліджень конфліктів (Conflict Resolution Institute)
- Інтермодальний транспортний інститут (Intermodal Transportation Institute)[22]
- Інститут досліджень суспільної політики (Institute for Public Policy Studies)
- Центр досліджень юдаїзму (Center for Judaic Studies)
- Міжнародний центр журналістики та нових медіа (Edward W. & Charlotte A. Estlow)

## Відомі випускники та викладачі

### Відомі випускники
Див: Категорія:Випускники Денверського університету